# David Bruce-Brown
David Loney Bruce-Brown, ameriški dirkač, * 13. avgust 1887, New York, ZDA † 1. oktober 1912, Milwaukee, Wisconsin, ZDA.
Bruce-Brown se je z dirkanjem začel ukvarjati šele pri osemnajstih letih, a se je takoj izkazal za naravni talent. Na svoji prvi pomembnejši dirki je nastopil v sezoni 1910, ko je bil na dirki Vanderbilt Cup deseti, že na naslednji dirki za Veliko nagrado ZDA v isti sezoni pa je prvič zmagal. V sezoni 1911 je osvojil tretje mesto na dirki Indianapolis 500, na dirki za Veliko nagrado ZDA pa je ubranil zmago. V sezoni 1912 je na dirki  Indianapolis 500 osvojil najboljši štartni položaj, toda na dirki odstopil, nato pa se je udeležil najpomembnejše dirke sezone za Veliko nagrado Francije, ki je potekala dva dni na legendarni cestni stezi v Dieppu. Bruce-Brown, ki so ga zaradi neizkušenosti tamkajšnji mediji poimenovali Šolarček, je na presenečenje dirkaškega sveta po prvem dnevu vodil s prednostjo preko dveh minut, toda drugi dan je zadel psa, ki je nenadoma stekel na stezo, in poškodoval rezervoar za gorivo. Po dolgem popravilu je lahko nadaljeval in končal kot tretji, toda bil je diskvalificiran zaradi dolivanja goriva, kar je bilo tedaj prepovedano. 1. oktobra 1912, v starosti le petindvajsetih let, se je smrtno ponesrečil na dirki za Veliko nagrado ZDA, na kateri je bil pred tem dvakrat zmagal. Nesreča se je pripetila zaradi predrte pnevmatike, Bruce-Brown je s svojim dirkalnikom zletel v jarek in utrpel smrtne poškodbe. Legendarni francoski dirkač, Louis Wagner, ga je označil za najboljšega dirkača, ki ga je kadarkoli videl dirkati.